# 虛軸少女
《虛軸少女》（日语：レジンキャストミルク），日本輕小說家藤原祐的第2部系列作品，在電擊文庫發表，插畫及原案協力為椋本夏夜，台灣繁中版由台灣角川出版社代理。

## 世界觀
世界分成兩種。
『實軸』：故事的舞台，『本來的世界』。
『虚軸』：因為『實軸』的人的『假定』所產生的世界。

## 劇情大意
主人公、城島晶和虚軸『全一』硝子相遇，並自願成為她的『固定劑』。然而虚軸『無限
迴廊』奪走了父親的身體，還把母親和父親的身體送到了『虛軸』中，使得他的日常成了非日常。
晶為了『日常』，利用了虚軸，以找出『無限迴廊』來報仇…。

## 人物介紹

### 主要人物
城島 晶
【固定劑/全一】
主角，很普通的少年，私立挾間學園2年3班學生，和堂妹城島硝子住一起，上同一間高中，運動及成績都很平凡。然而事實上他是『虛軸』－城島硝子的『固定劑』，因為成為了虛軸的關係，失去了痛覺及成為『固定劑』前的感情記憶。藉由血液中的不定量子迴路，和硝子連結在一起。
擁有能夠利用一切的計算力，在學校的成績都是經過考量各種因素後刻意維持在平均值的，完全的利用身邊的虛軸，再戰鬥時以硝子的本質製造出的武器，以及對對手的掌控，使對手自滅。
為了報父母的仇，決心找出怨恨的虛軸『無限迴廊』。
被青梅竹馬的森町芹菜所愛，但因為成為硝子的『固定劑』，而無法回應森町芹菜。
城島 硝子
【全一】
女主角，形式名『全一』的共生型虛軸，固定劑為晶，以體內的不定量子迴路，和晶連結在一起。被命名為世界末日的執行者。
在少女的外表體內的是她的不定量子迴路構成的機械本體，是因為大眾對恐怖事件的遙想而產生的虛軸的最後剩餘意識。
無法擁有一般人的感情，但是能以計算的方式感受他人的感情。
六年前和晶相遇，對外宣稱的身分是他的堂妹，因為父母雙亡而由城島家照顧，硝子這個名字是晶的母親取的。一直綁上由城島晶送的緞帶。
就讀私立挾間學園1年9班，喜歡吃布丁(本人不承認)。

### 私立挾間學園

#### ２年３班學生
森町 芹菜
城島晶的青梅竹馬，是城島家的對面鄰居。和城島晶同是2年3班的學生，屬於田徑社，身高167cm，比晶還高。不擅長料理。曾向晶告白，卻因為硝子而被拒絕，在第五卷被無限迴廊抓去。
柿原 里緒
【固定劑/有識分體】
共生型虛軸貓小町的固定劑，和城島晶同是2年3班的學生。身高154cm，體重39Kg，體型嬌小。比起其他的共生型虛軸，柿原里緒和小町的連結更深，因此她能使用部分虛軸本體的能力，使自己分身成三個，但是其精神面也受到了影響，因此有了識別障礙，無法辨別食物的味道和人的外表，只能藉由『缺陷』分辨出虛軸，也因此能辨別出虛軸和一般人。
敷戸 良司
【固定劑/罹患深淵之熱】
晶的朋友。柔道黑帶，輕音樂部社員。喜歡森町芹菜，卻跟鴛野在亞交往。第五卷變成虛軸帶著芹菜逃走。共生型虛軸—雜種狗 小不點的固定劑
大田 敦
【冰冷王座】
皆春八重的青梅竹馬，2年3班的學生，容易成為眾人中心的人物，為了得到考卷及解答，誘惑英文女老師，雖然被皆春八重作為『未及搖籃的青色長槍』的糧食而死，但在『未及搖籃的青色長槍』被墮胎後因為修正力而復活了。五卷時變成虛軸，因為非禮硝子而被打開虛界渦的晶毀滅掉了。並且被除了硝子（全一）以外的所有人類、虛軸和固定劑所遺忘。
直川 浩輔
【矮小函數】
直川君子的兄長，2年3班的學生，有厭惡他人的傾向，成績優秀，是學年的第二名，但對第一名的里緒抱著自悲心，被無限迴廊給予在他心中產生的寄生型虛軸『矮小函數』，後來被舞鶴蜜殺害後因為修正力而被遺忘。
鴛野 在亞
芹菜的中學時代起的好友。文藝部。喜歡敷戶良司，二卷變成虛軸被晶打敗之後，一直被無限迴廊佔用著身體。
緒方 美弦
班上的委員長，輕音樂部社員。因為打扮的像好學生，又喜歡死亡重金屬搖滾樂，在班上被稱為『死亡班長』。塚原
塚原 秋生
津久見 奏
【墜落黑麥田之屍】
五卷時的轉校生，無限迴廊的手下。偷偷接近晶一行人。
津久見 逆繪
【萬物為終】
五卷時的轉校生，其實是少女時代的晶的母親城島鏡。

#### １年９班學生
舞鶴 蜜
【破碎萬花筒】
形式名是破碎萬花筒的寄生型虛軸，和城島硝子同是1年9班的學生，能力被能夠做精神暗示的虛軸速見殊子封印，只有在受到傷害時才能被解放，能使用能力的時間和受到的傷害成正比。有著一頭黑色的長髮，戰鬥時頭髮會變型成銳利的武器，而且攻擊的時候頭髮還能在從一個平面轉移到相連接的平面。因為是寄生型的關係，所以原本的舞鶴蜜和破碎的萬花筒的人格都重新混合了。
直川 君子
1年9班的學生，硝子的友人，喜歡看推理小說，在家中飽受母親的虐待。曾和舞鶴蜜是朋友，但是失去了那段記憶。
姬島 姬
1年9班的學生，硝子的友人，綽號小公主。曾被無限迴廊佔用身體，四卷被硝子救回來。
皆春 八重
1年9班的學生，硝子的友人。也是森町芹菜田徑社的學妹，大田敦的青梅竹馬，因為援助交際而懷孕，胎兒被無限迴廊給予虛軸『未及搖籃的青色長槍』，只要給予人命作為糧食，胎兒就不會成長，可以永遠待在母體內，後來被城島晶以硝子製造出的武器墮胎，因為修正力的關係，所以變成不曾懷孕過。
上野 恭一
【悲情玩具】
1年9班的學生。喜歡硝子，被無限迴廊利用去綁架硝子後，被速見殊子擊敗。

#### 其他老師＆學生
速見殊子
【鬧鐘】
3年1組，學生會書記。蜜的義姐，姬的戀人。言行舉止輕浮，但是非常可靠，第七卷時為了保護蜜而消失。
佐伯 妮亞
【Unknown】
保建室老師，與里緒感情很好，曾是晶的父親城島樹的學生，被樹植入虛軸。喜愛血腥恐怖電影，常常唸出一堆自虐性發言，但是一看到真正的血就會昏倒。
別保 透
【二元論永恆領域】
1年9班的班主任。缺乏自我意識，於第四卷被舞鶴蜜殺死。

### 其他
無限回廊
晶的最大敵人，本體是城島鏡夭折的第一個孩子，認為晶搶走了他的一切。
城島 樹
晶的父親。於四年前失蹤。
城島 鏡
晶的母親。於四年前失蹤。
直川父
君子、浩輔的母親。
直川母
君子、浩輔的母親。
速見 宗吾
殊子生父。
速見母
蜜生母，殊子後母
舞鶴父
蜜的生父。原姓速見，入贅到舞鶴家。
舞鶴 智代
蜜後母，殊子生母。

## 虛軸介紹

### 寄生型
【破碎萬花筒（delayed kaleido）】
固定劑：舞鶴蜜
缺　陷：失去敵意以外的感情
本　質：沒有實體的電波訊號
能　力：利用頭髮在平面穿梭來攻擊敵人，虛界渦：『絕對言語(babel's bind)』—所說與寫的言詞都會變成事實。
【鬧鐘（忐忑不安）】
固定劑：速見殊子
缺　陷：失去興趣與執著
本　質：網際網路的資訊
能　力：操縱人心。虛界渦：『未爆彈(ARYTHMIE)』—自由改變一切物質的形貌，不分有機物無機物。
【Unknown（搖搖晃晃）】
固定劑：佐伯妮雅
缺　陷：失去對未來的渴望，虛界渦：『命運調節用多次元干涉體(paradoxical paradox)』—可擾亂敵人的過去與未來。
本　質：
能　力：進行局部時間倒流，但必須解決成因。
【無限迴廊（eternal idle）】
固定劑：城島樹→？→直川之父→姬島姬→鴛野在亞→津久見奏
缺　陷：—
本　質：—
能　力：控制虛軸、從其他虛軸生出「劣化世界」且可放進別人身上
【矮小函數（only F）】
固定劑：直川浩輔
缺　陷：—
本　質：—
能　力：取用無機物彷做身體的某個部分
【未及搖籃的青色長槍（milk closet）】(劣化世界)
固定劑：皆春八重肚子的嬰兒
缺　陷：—
本　質：—
能　力：藍色光束，可用金屬反射
【拒絕症候群(Level 5)】
固定劑：—→鴛野在亞
缺　陷：—
本　質：—
能　力：墨綠色的毒霧
【有限圓環（結緣紅線）】(劣化世界，原型是『無限迴廊』)
固定劑：大石路子→廣瀨幸→高江江見→杉原嵨子→姬島姬→鴛野在亞
缺　陷：—
本　質：—
能　力：
【缺陷群體(躁鬱障礙)】(劣化世界，原型是『分裂症』)
固定劑：鴛野在亞
缺　陷：—
本　質：—
能　力：分裂
【操夢者(lie drier)】
固定劑：鴛野在亞
缺　陷：—
本　質：與人聯繫
能　力：聯繫自己及他人的力量，操控人心
【knocking on(Heaven's door)】
固定劑：鴛野在亞
缺　陷：—
本　質：—
能　力：紅光的劍，傷害對方就能使其無法行動
【悲情玩具（ragdoll）】
固定劑：上野恭一
缺　陷：—失去謙卑
本　質：—
能　力：把碰到的東西都變成玩具
【化人幻戲（pyramid song）】
固定劑：上野恭一
缺　陷：—
本　質：—
能　力：自身死亡時，殺害者也會同時死亡
【二元論永恆領域（shakermaker）】
固定劑：別保透
缺　陷：—
本　質：—
能　力：把球體接觸的空間消去，可同時出現四個
【墜落黑麥田之屍（nine lives）】
固定劑：津久見奏
缺　陷：—
本　質：—
能　力：操控空間座標，自由連接不同空間，虛界渦：『倒錯森林(hapworth No.0)』—把敵人沖印進照片裡。
【冰冷王座（kill the king）】
固定劑：大田敦
缺　陷：—
本　質：—
能　力：操縱重力或者強大壓力

### 共生型
【全一（all in one）】
外　表：粉紅色頭髮的少女
固定劑：城島 晶
缺　陷：成為固定劑前的感情記憶、痛覺
本　質：
能　力：除去虛軸。虛界渦：『世界終焉(curtain fall)』—把虛軸(以及其世界)完全從世界系消除
【有識分體（分裂症）】
外　表：一隻有著紅色雙眼的白貓
固定劑：柿原 里緒
缺　陷：識別障礙，無法辨別食物的味道和人的外表
本　質：孤雌生殖
能　力：能夠無限的分裂自己。虛界渦：『導致乖離之病(clearance zero)』—沒有個體差異
【罹患深淵之熱（Dream theater）】
外　表：雜種狗
固定劑：敷戶良司
缺　陷：—
本　質：—
能　力：加速他人欲望成長，也可以控制。
【萬物為終（All-in-one）】
外　表：城島鏡的少女姿態
固定劑：城島樹
缺　陷：—
本　質：—
能　力：可以自由控制修正力的力量，可以否定由虛軸產生出的現象。

## 用語介紹
【虛軸】
實軸的延伸，因為實軸的人的臆想觀測而自實軸分離的世界分支，是不定量子的世界。當虛軸的世界毀滅時，會有一個觀測這個事件的意識體被留了下來，並送回到實軸中，要是構成該虛軸的意識夠強的話，就有機會被保留在實軸。
寄生型
虛軸和固定劑一體化，虛軸的意識體和固定劑的意識融合的情況。
共生型
虛軸及固定劑分開的情況。
【實軸】
現實的世界，對應虛軸的用語。
『固定劑』
虛軸在實軸中生存所需要的個體，是為了使虛軸在實軸的機率無限接近1的存在，可以是人或生物，虛軸和固定劑必須在資質上有符合。當成為固定劑時，為了讓虛軸有容納的空間，固定劑會有東西被奪走，形成『缺陷』，同樣的情況也會發生在虛軸身上，人格及感覺能力上會發生障礙，但是固定劑在身體能力和思考能力上會超出常人。
『世界系』
儲存著包含虛軸實軸在內全世界的設計圖的情報體。
『修正力』
當被虛軸當作固定劑的人死後，他在這個世界上就等於不曾存在過，所有他對世界的影響都會被改寫，他本人也會被遺忘，只有其他虛軸會記得他。
『形式名』
身為虛軸在世界系上登記的名字，通常和他們的本質有關，而成為固定劑的人也會被冠上相同的名字。
『虛界渦』
可以使虛軸在實軸中開啟原本毀滅的世界，暫時在實軸裡複製原本虛軸世界的法則。

## 出版書籍

### 本篇

#### 日文
1. レジンキャストミルク   （2005年9月10日出版）ISBN 4-8402-3151-6
2. レジンキャストミルク 2 （2006年1月10日出版）ISBN 4-8402-3278-4
3. レジンキャストミルク 3 （2006年5月10日出版）ISBN 4-8402-3435-3
4. レジンキャストミルク 4 （2006年6月10日出版）ISBN 4-8402-3452-3
5. レジンキャストミルク 5 （2006年9月10日出版）ISBN 4-8402-3555-4
6. レジンキャストミルク 6 （2007年3月10日出版）ISBN 4-8402-3763-8
7. レジンキャストミルク 7 （2007年6月10日出版）ISBN 4-8402-3882-0
8. レジンキャストミルク 8 （2007年9月10日出版）ISBN 978-4-8402-3976-9

#### 中文
1. 虛軸少女 （2008年7月16日發行） ISBN 978-9-8617-4725-5
2. 虛軸少女2 （2008年10月16日發行）ISBN 978-9-8617-4821-4
3. 虛軸少女3 （2009年2月17日發行） ISBN 978-9-8623-7024-7
4. 虛軸少女4 （2009年3月10日發行） ISBN 978-9-8623-7036-0
5. 虛軸少女5 （2009年6月12日發行） ISBN 978-9-8623-7125-1
6. 虛軸少女6 （2010年6月23日發行） ISBN 978-9-8623-7712-3
7. 虛軸少女7 （2011年2月26日發行） ISBN 9789862379202
8. 虛軸少女8 （2011年10月22日發行） ISBN 9789862873458

### 短篇集

#### 日文
- 『れじみる。』（電撃文庫 2006年12月25日） ISBN 4-8402-3641-0
（在電撃hp連載時稱為『レジンキャストミルク フラグメント』(中文官方譯為虛軸少女的片段)）
- 『れじみる。 Junk』（電撃文庫 2007年12月25日） ISBN 978-4-8402-4124-3
（前短編集の『れじみる。』とは異なり、多くが書き下ろしで構成されている。過去のエピソードをはさみつつ、本編終了後の文化祭を舞台にしたストーリーが進む、エピローグ的作品になっている。）

#### 中文
- 虛軸少女的日常（2009年9月17日發行） ISBN 9789862372654
  1. opening：新生入學典禮（新作品）
  2. 第1話：約會DE約會DE遊樂園（電撃hp vol.39 2005年12月）
  3. 第2話：心跳加速☆便當大戰（電撃hp vol.41 2006年4月）
  4. 第3話：夏祭感傷（新作品）
  5. 第4話：暑假危機！（電撃hp vol.43 2006年8月）
  6. 第5話：保健室老師的禁忌假日（電撃hp vol.42 2006年6月）
  7. ending：某天的上學途中（新作品）
  8. 【EARLY DAYS】虛軸少女 Resin Cast Milk 
（藤原祐/原案 椋本夏夜/作畫；在電撃hp掲載時漫畫形式的作品預告。初出時為彩色，收錄於書上的是黑白色。）

- 虛軸少女的日常2（2011年12月20日發行） ISBN 9789862874820
  1. opening：文化祭（新作品）
  2. 第1話：搭訕×假日×購物（電撃hp Vol.47 2007年、舊標題《塚原的失敗》）
  3. 幕間之１（新作品）
  4. 第2話：護士攻擊（新作品）
  5. 幕間之２（新作品）
  6. 第3話：泡湯危機（新作品）
  7. 幕間之３（新作品）
  8. 第4話：謝謝，再見。（新作品）
  9. ending：文化祭（新作品）
↓BONUS TRACK
  10. 《虛軸醫院 〜最後一葉〜》（電撃BUNKOYOMI 2006年）
虛軸少女的平行世界的番外篇。
  11. 《虛軸咖啡廳　〜如果虛軸少女是戀愛SLG〜》（電撃AprilFool 2007年）
插圖故事。虛軸少女的平行世界的番外篇。

## 外部連結
- レジンキャストミルク special page of introduction（日語）